# Quoad vitam
Quoad vitam è una locuzione latina che significa "per ciò che riguarda la vita".
Viene utilizzata nella formulazione delle prognosi mediche per indicare la sola sopravvivenza del paziente, senza esprimersi in merito al recupero della salute o al recupero di funzionalità.